# Афонсу Браганський
Афо́нсу (порт. Afonso; 10 серпня 1377 — 15 грудня 1461) — португальський інфант, герцог Браганський (1442—1461). Граф Барселуський і Нейвійськікий. Представник Авіської династії. Родоначальник Браганського дому. Народився у Ештремоші, Португалія. Позашлюбний син португальського короля Жуана I від коханки Інеш Піріш, доньки єврейського шевця. Легітимізований батьком. Виховувався мачухою, королевою Філіппою Ланкастерською. Рідний брат арундельської графині Беатриси. Звідний брат інфантів Дуарте, Педру, Енріке, Жуана, Фернанду. Брав участь у завоюванні Сеути (1415). Після сходження на трон малолітнього короля Афонсу V програв політичну боротьбу за регентство братові Педру. На знак примирення отримав від останнього герцогський титул (1442). Тим не менш, не змирився з поразкою; успішно посилив свої позиції при королівському дворі завдяки інтригам і любовним зв'язкам. Налаштував повнолітнього короля проти Педру, змусивши брата повстати (1448). Знищив повсталих при Алфарробейрі (1449). Виконував роль головного радника короля, а також регента під час королівських походів до Африки. Чоловік Беатриси Перейри, доньки конетабля Нуну Перейри. Помер у Шавеші, Португалія.

## Імена
- Афо́нсу Барсе́луський (порт. Afonso de Barcelos) — за назвою графського титулу.
- Афо́нсу Брага́нський (порт. Afonso de Bragança) — за назвою герцогського титулу.
- Афо́нсу І Браганський — на противагу Афонсу ІІ Браганському, що зійшов на трон під іменем Афонсу VI.
- Афо́нсу Португа́льський (порт. Afonso de Portugal) — як інфант.
- Альфо́нс — у латинській документації

## Біографія
Афонсу народився 10 серпня 1377 року в Ештремоші, Португалія. Він був позашлюбним сином португальського короля Жуана I від коханки Інеш Піріш, доньки єврейського шевця.
31 жовтня 1391 року батько дарував йому титул графа Нейвського, а 20 жовтня 1401 року — легітимізував, визнавши законним сином.
8 листопада 1401 року Афонсу одружився із графинею Беатрисою Перейрою, донькою португальського конетабля і барселуського графа Нуну Перейри, національного героя країни. За правом дружини він отримав титул графа Барселуського, а також титули графа Фарійського і Пенафієльського.
1432 року Афонсу разом з братами і сином Фернанду взяв участь у обговоренні проекту Танжерського походу на королівській раді. Він виступив проти цієї авантюри, вважаючи, що Португалія немає ресурсів на кампанії в Північній Африці. Афонсу радив братові Енріке, що був організатором проекту, вступити на службу до Кастильської Корони, де б той зміг проявити свою доблесть у війнах з іновірцями
30 грудня 1442 року Афонсу удостоївся титулів герцога Браганського, сеньйора Гімарайнського і Віла-Вісозького.
15 грудня 1461 року Афонсу помер у Шавеші, Португалія.

## Сім'я
- Мати: Інеш Піріш (?-?), донька єврейського шевця
- Рідна сестра: Беатриса (1380—1439) ∞ 1) Томас Фіцалан, граф Арундельський ; 2) Джон Голланд, граф  Гантінгдонський
- Зведені брати і сестри:
  - Бранка (1388—1389), померла немовлям
  - Афонсу (1390—1400), спадкоємець престолу, помер юнаком
  - Дуарте (1391—1438), король Португалії (1433—1438)
  - Педру (1392—1449), герцог Коїмбрський (1415—1449), регент (1439—1449)
  - Енріке (1394—1460), герцог Візеуський (1415—1460), магістр Ордену Христа (1420—1460)
  - Ізабела (1397—1471) ∞ Філіпп III, бургундський герцог
  - Жуан (1400—1442), конетабль Португалії (1431—1442)
  - Фернанду (1402—1443), адміністратор Авіського ордену (1434—1443)
- 1-а дружина (з 1401): Беатриса (1380—1412), донька барселуського графа Нуну Перейри
- Діти:
  - Ізабела (1380—1412) ∞ Жуан, конетабль Португалії
  - Афонсу (1400—1460), граф Оренський (1422—1460), маркіз Валенський (1451—1460)
  - Фернанду (1403—1478), герцог Браганський (1461—1478)